# コロンビア・大洋の宝
『コロンビア・大洋の宝』 (Columbia, the Gem of the Ocean) は、19世紀のアメリカの歌曲、愛国歌。アメリカではよく知られた曲であり、主に軍楽隊や民間の吹奏楽愛好家によってイベント等で演奏されている。
全体的に明るい曲調で、数多の海を題材にした曲のなかでも優れた作品であるといえる。
日本では小林幹治が日本語の歌詞を加えた『海のマーチ』として知られる。この曲は1964年8月にNHKの『みんなのうた』で放送された。

## 作曲の経緯
この曲の作詞・作曲者については議論がある。もとの歌詞は1843年ごろにフィラデルフィアの歌手であるデイヴィッド・T・ショーによって作詞された。ショーはトマス・アベケット (Thomas A'Becket (composer)) に作曲を依頼したが、アベケットは曲だけではなく歌詞も書き換えた。ショーは出来上がった曲を歌って大評判を得たが、出版された楽譜には作詞・作曲ともにショーとされ、アベケットは単なる編曲者としか書かれていなかった。
さらに問題を複雑にしたのは、この曲の歌詞がイギリスの「ブリタニア、大洋の誇り」(Britannia, the Pride of Ocean)の盗作と批判されたことである。これに対してアベケットは「ブリタニア、大洋の誇り」の方が自分の作品の盗作だと反論したが疑わしい。
この曲は南北戦争の時期に非常に有名になり、アメリカ海兵隊のスタンダードナンバーとして定着した。

## 使用
フランク・W・ミーチャムが作曲した「アメリカン・パトロール」の中で引用されている。
チャールズ・アイヴズは交響曲第2番やホリデイ・シンフォニーなどでこの曲を使用している。